# کاپئل
کاپئل (به هلندی: Capelle) یک منطقهٔ مسکونی در هلند است که در اسخائن-دایفه‌لاند واقع شده‌است.